# Giovanni Carnovali

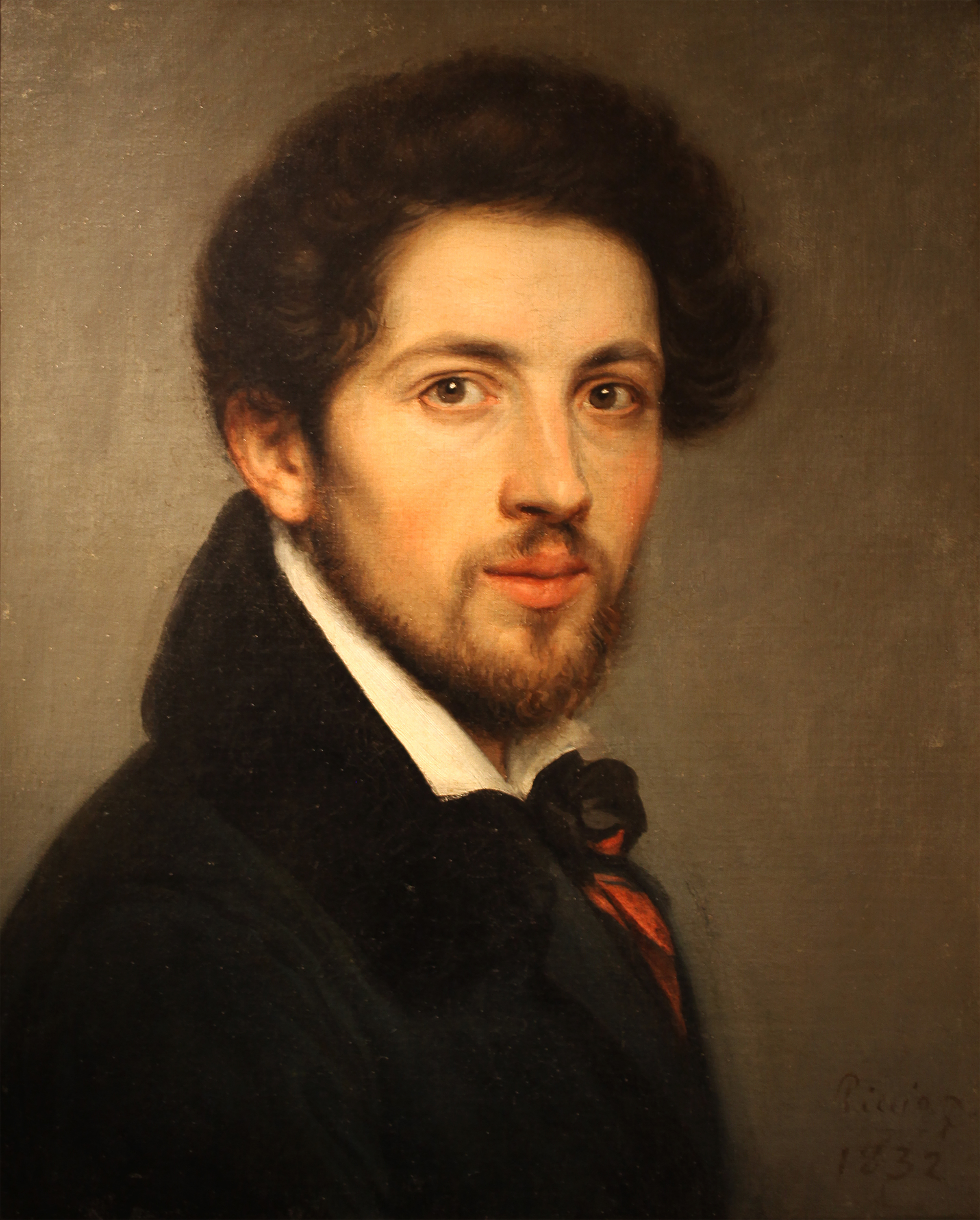
Selbstporträt von Giovanni Carnovali, um 1832

Giovanni Carnovali, auch genannt Il Piccio (* 29. September 1804 in Montegrino Valtravaglia; † 5. Juli 1873 in Coltaro) war ein italienischer Maler.

## Biographie
Giovanni Carnovali wurde am 29. September 1804 in Montegrino Valtravaglia geboren. Seine künstlerische Ausbildung erhielt er an der Accademia Carrara in Bergamo. Er war in den Städten Bergamo, Parma und Mailand tätig. Im Jahr 1845 ging er nach Paris, wo er sich in seiner Kunst von der Farbigkeit von Eugène Delacroix’ Werken inspirieren ließ. 
Carnovali starb am 5. Juli 1873, als er beim Baden im Po ertrank. Er hinterließ eine Vielzahl an Werken, die beinahe jedes Genre umfasst.

## Werke (Auswahl)

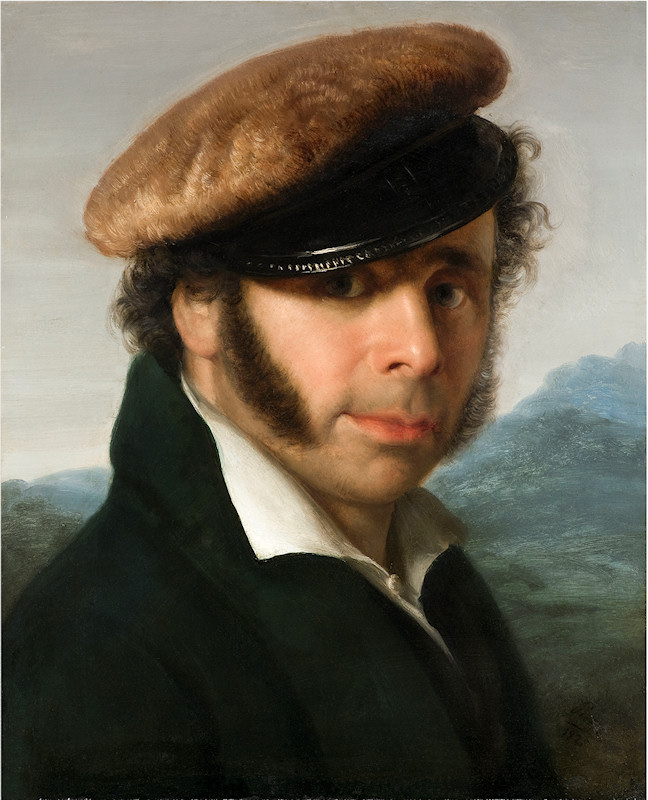
Porträt von Pietro Ronzoni, um 1825
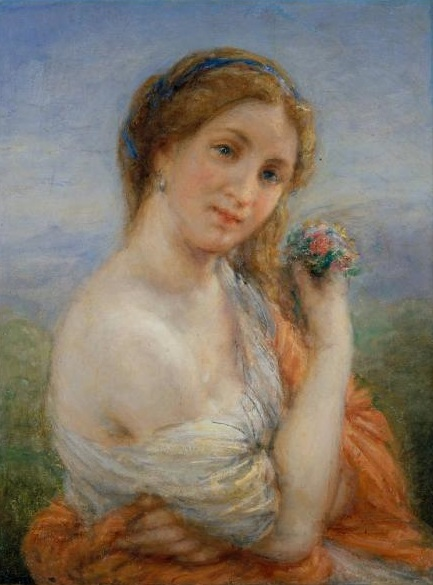
Flora, um 1868
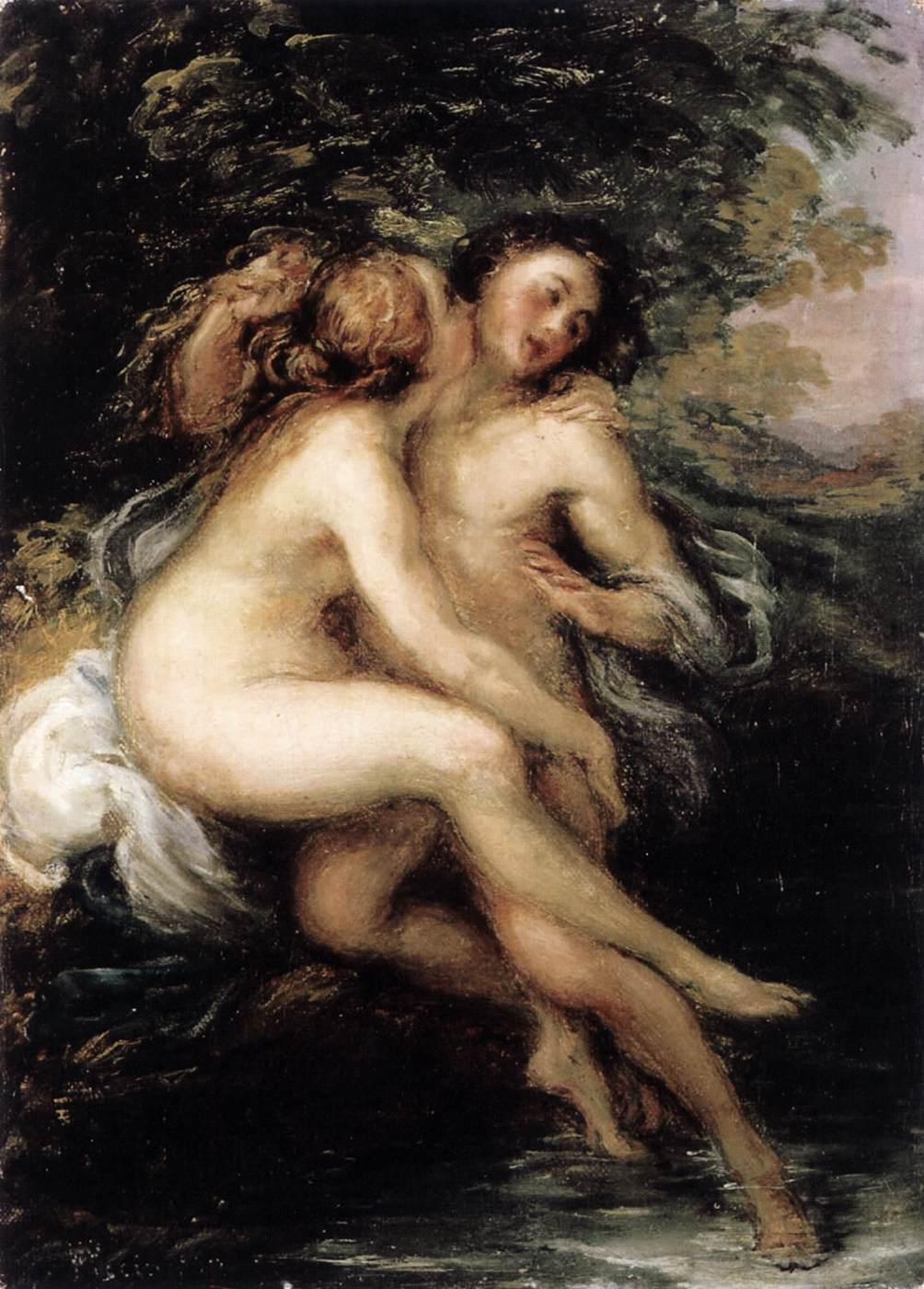
Salmacis und Hermaphroditus, um 1856
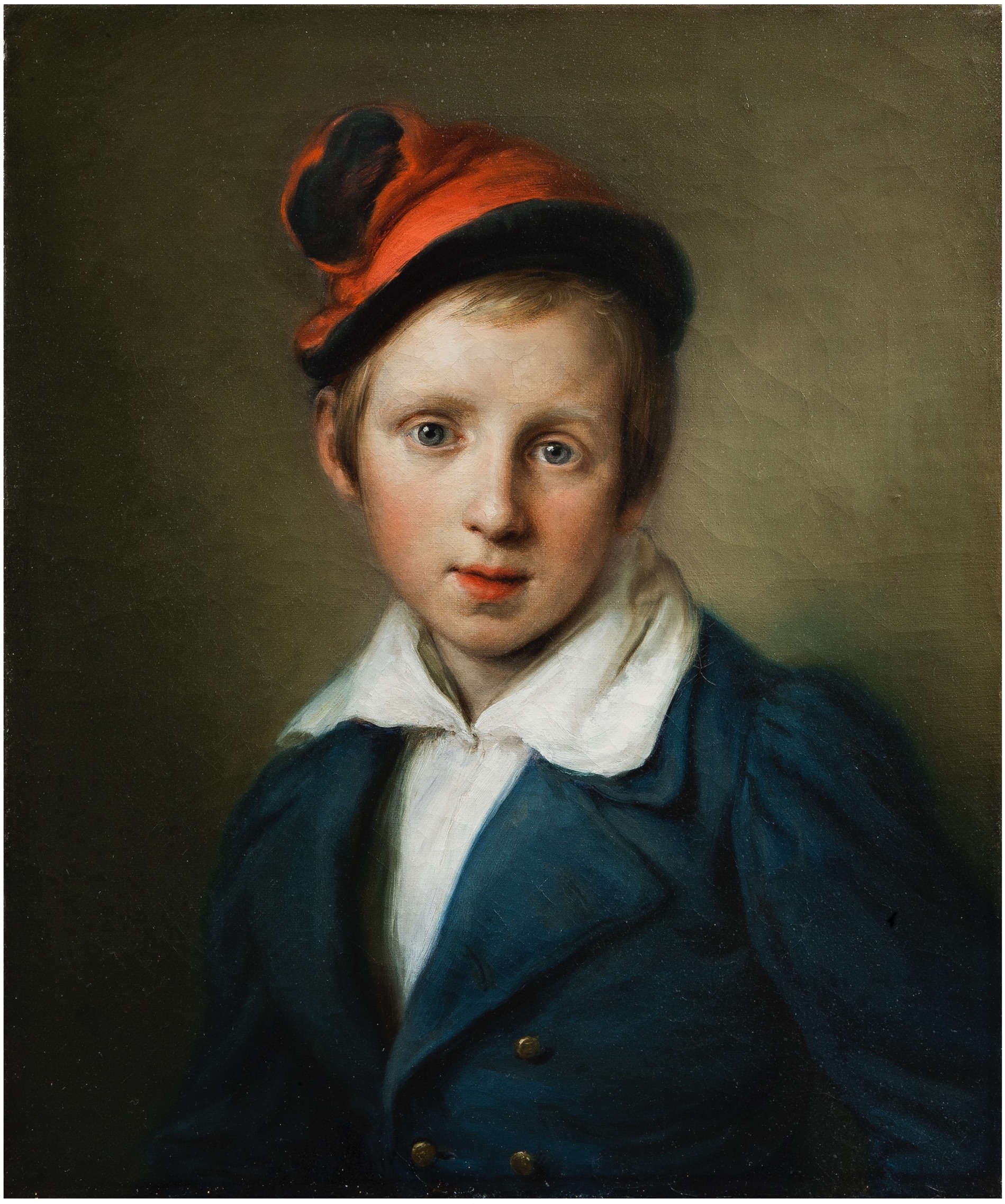
Portrait of a boy with a red cap, 1842–1845
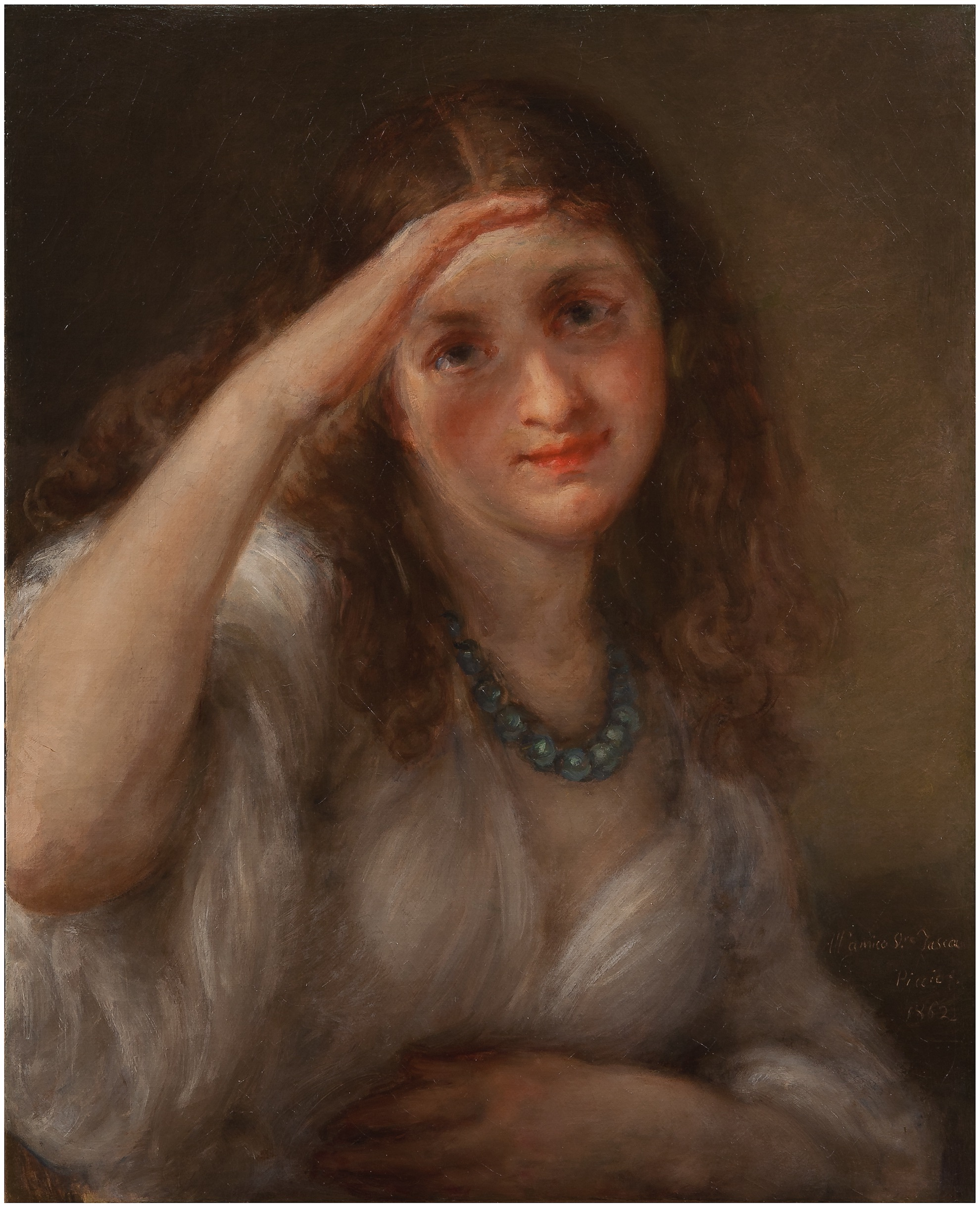
Porträt von Gina Caccia, um 1862

Carnovalis Werke sind unter anderem in der Gallerie di Piazza Scala in Mailand ausgestellt.

## Sonstiges

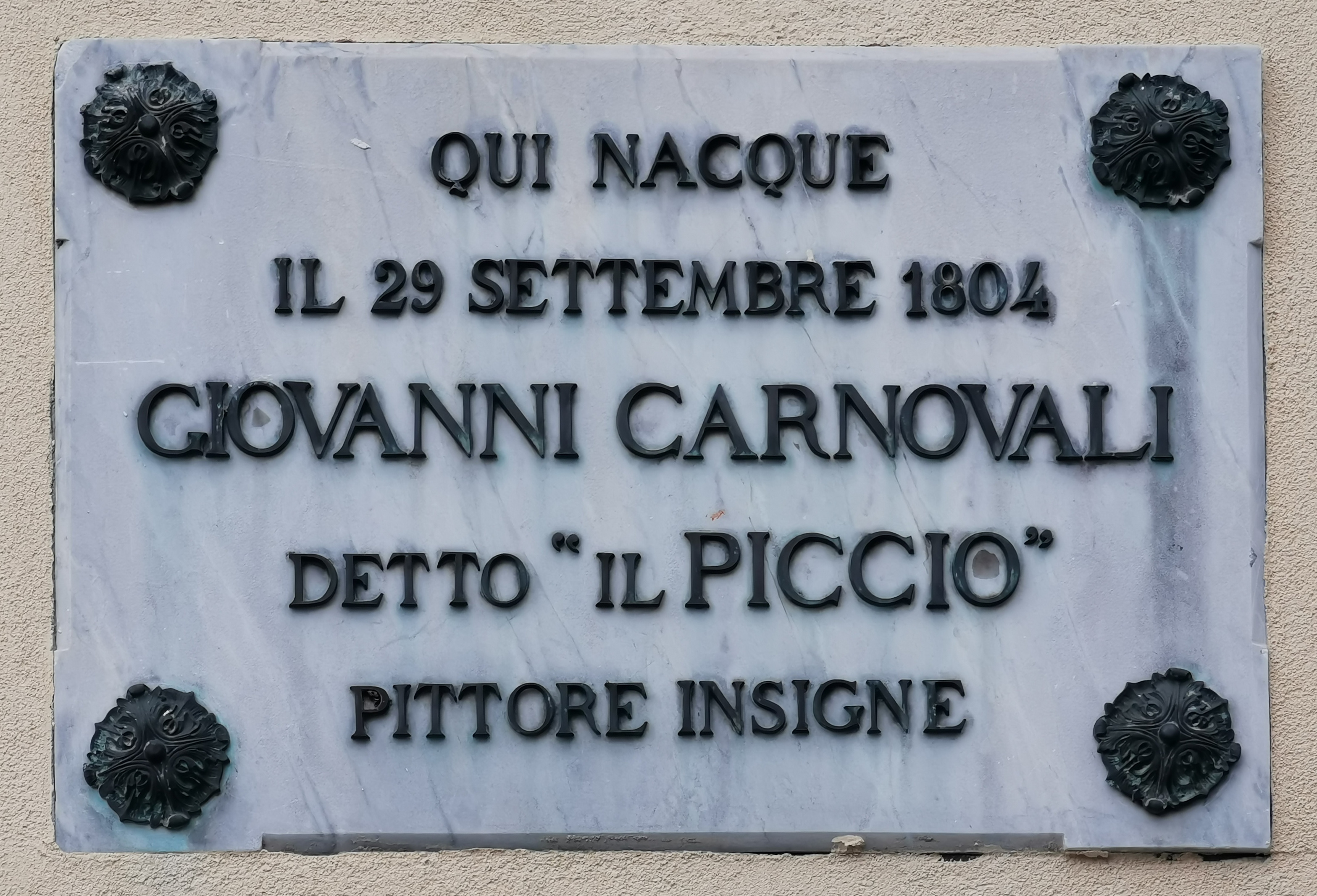
Gedenktafel an Carnovalis Geburtshaus

In Erinnerung an den Künstler wurde an der Fassade seines Geburtshauses eine Gedenktafel angebracht.